# Altes Rathaus (Fürstenfeldbruck)

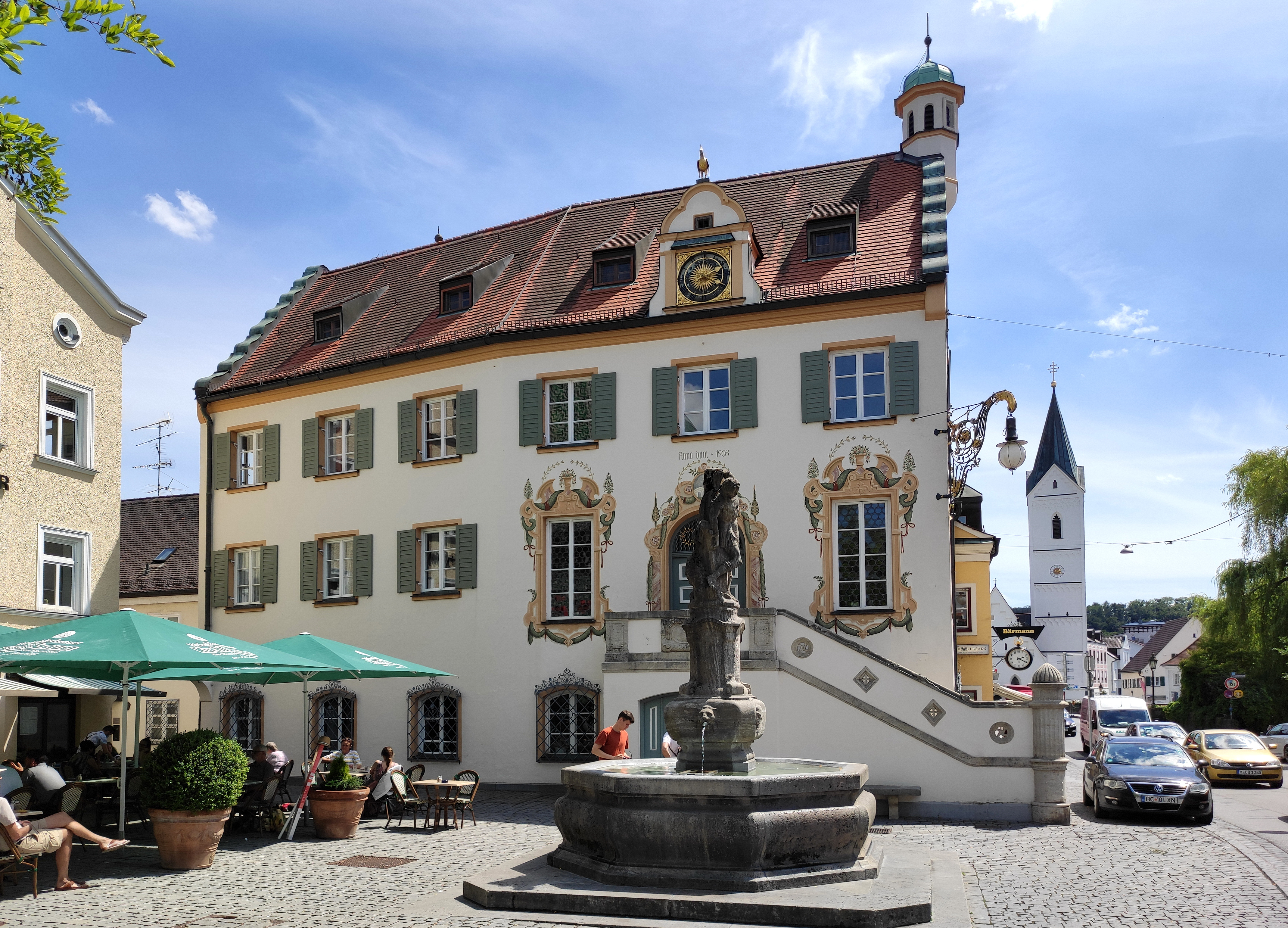
Fürstenfeldbruck, Altes Rathaus

Das Alte Rathaus ist ein historisches Gebäude in der großen Kreisstadt Fürstenfeldbruck, in dem heute das Standesamt ansässig ist.

## Geschichte
Das 1790 erbaute, nicht unterkellerte Gebäude wurde im Jahr 1863 aus dem Besitz des Kaufmanns Josef Rehm nach dessen Ableben um einen Preis von 18.000 Gulden mit Genehmigung der „Königlichen Regierung von Oberbayern im Namen Seiner Majestät des Königs von Bayern“ erworben und anschließend einem Umbau unterzogen, der 1866 fertig gestellt wurde. Das vorher als Stadtverwaltung und Schranne genutzte Gebäude wurde als Armenhaus umfunktioniert.
Nach dessen Neugestaltung bot das Rathaus unter anderem einen großen Versammlungsraum für bis zu 250 Personen mit einem im gotischen Stil gestalteten Eingang, zugänglich über eine von außen über ein Eck geführte Freitreppe und ausgestattet mit einem Podium für die Mitglieder des Ausschusses, über das auch das abgetrennte Sitzungszimmer sowie die Registratur erreichbar waren.
Außerdem verfügte das Gebäude über eine Schrannenhalle, ein kleines Büro für den Schrannenschreiber (er teilte sich dieses mit dem Marktschreiber) und ein Dienstzimmer für den Polizeidiener, das wahrscheinlich als Arrestzimmer Verwendung fand („Wachzimmer für Einquartierungen“). Die auffallend breiten Ausmaße der Eingangstür waren der Tatsache geschuldet, dass durch eben diese das am Marktplatz erworbene Getreide in die Schrannenhalle getragen wurde, die bis zu 200 Scheffel Getreide aufnehmen konnte.
Im zweiten Stockwerk befand sich die (für damalige Verhältnisse großzügige) Vier-Zimmer-Wohnung des Marktschreibers. Sie verfügte unter anderem über eine Küche und über eine Toilette. Alle Fenster der Wohnung im zweiten Obergeschoss waren mit einer Umrandung verziert, sowie mit durch den Erzgießer Ferdinand von Miller dem Jüngeren gestifteten Bronzereliefs mit Porträts des Herzogs Ludwig des Strengen und des Kaisers Ludwig des Bayern.
Pläne für einen Ausbau des Rathauses – nur rund 40 Jahre nach dem Erwerb des Gebäudes durch die Stadt – wurden aufgrund der hohen Kosten verworfen. Stattdessen wurde ein einfacher Umbau vorgenommen, der ermöglicht wurde durch den Umzug der Schrannenhalle.

### Neubau

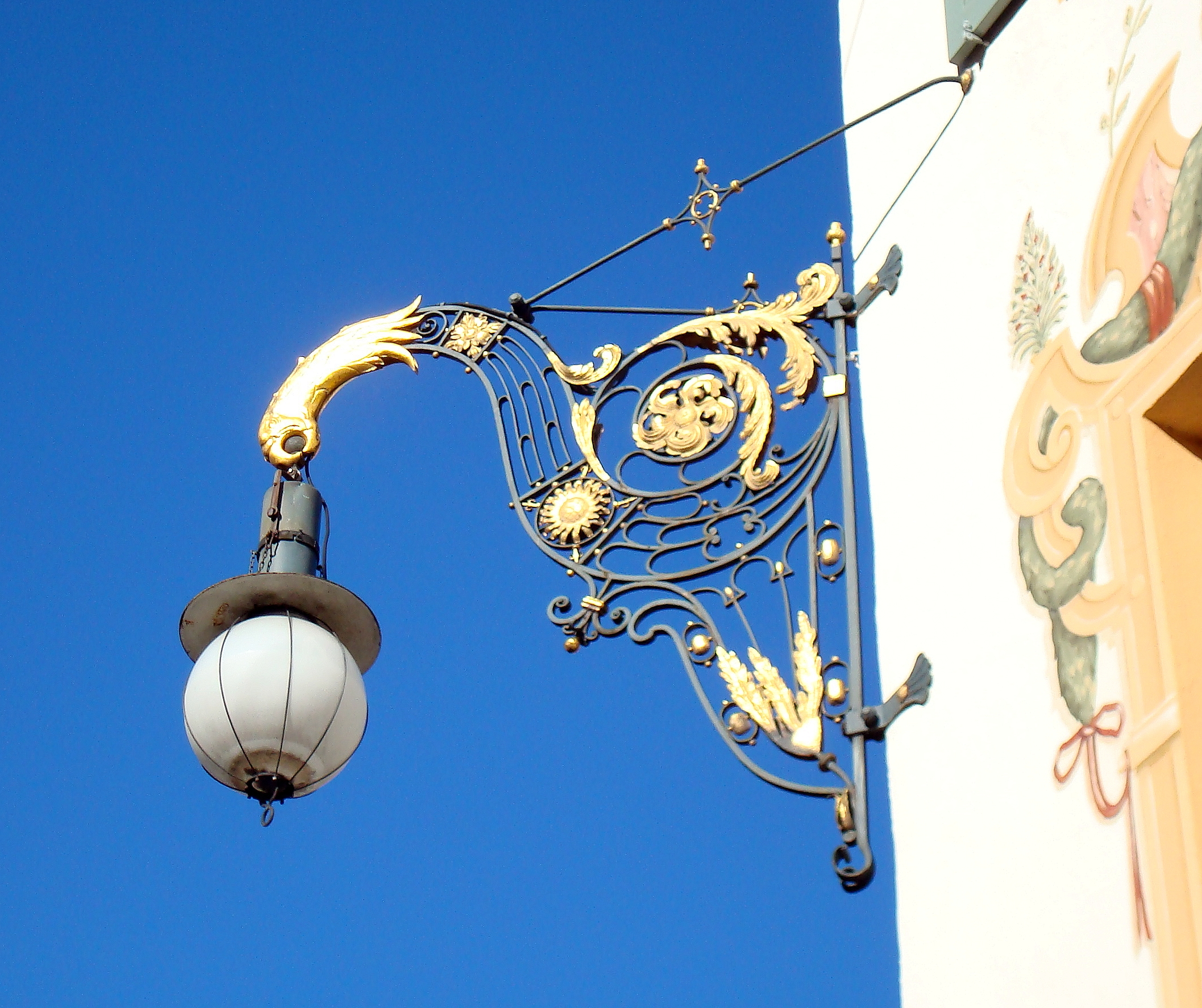
Ausleger

Bereits wenige Jahre später wurde auf dem Grundstück der alten Schrannenhalle ein neues Rathaus errichtet, weswegen das bisherige Gebäude fortan nur noch als „altes Rathaus“ bekannt war. Viele Jahre ungenutzt, wurde das alte Rathaus dann in seiner Fassung von 1908 – außen und innen – wiederhergestellt. Der Versammlungssaal wird heute als Trauzimmer genutzt.